# Miss Slovenije 2004
Miss Slovenije 2004 je bilo lepotno tekmovanje, ki je potekalo 12. septembra 2004 v Linhartovi dvorani Cankarjevega doma v Ljubljani.
Organizirali so ga Geržina Videoton, POP TV in Slovenske novice s prilogo Ona.
Novosti sta bili televoting na dan tekmovanja in SMS glasovanje. Glas ljudstva je bil vreden 51% vseh glasov.
Voditelja sta bila Urška Pirš in Dani Bavec.
Zlatarna Celje je ob tej priložnosti proslavila 160 let svojega obstoja z izdelavo tiare za zmagovalko (oblikovala Helena Umberger), ki je bila po preteku njenega mandata prodana na dobrodelni dražbi.

## Finale

### Uvrstitve in nagrade
- Zmagovalka Živa Vadnov, 22 let, Preserje, dobila je avto Peugeot 206 CC s kasko zavarovanjem, briljantni prstan Zlatarne Celje (darilo Henkla Maribor), 8 ročnih ur Swatch (WGT Ljubljana), 3D fotografiranje za svojo spletno stran, eno leto brezplačnega obiska salonov Beauty World in Stanka ter urejanje nohtov z izdelki Jesicca.
- 1. spremljevalka in Miss ONA Tanja Hauptman, 19 let, Destrnik
- 2. spremljevalka in miss fotogeničnosti Sanja Štiberc, 19 let, Podgorci
- Miss interneta Ines Fišer, 21 let, Muta

Vse finalistke so dobile perilo Lisca, nakit Zlatarne Celje, dodatne kopalke Beti iz Metlike, obutev Kopitarne Sevnica, Peka in Lopatca. Nosilke nazivov so dobile oblačila s'Oliver in Moda Bravo, kartice z avtogramom in poslovne vizitke.

### Žirija
Člani žirije so bili Lionel Tasse (Peugeot Slovenija), Tadej Gosak (Schwarzkopf & Henkel), Jelena Kovačevič (E+, KANAL A), Boštjan Klun (E+, KANAL A), Cene Grčar (POP TV), Tanja Zorn (samostojna umetnica), Tina Zajc (Miss Slovenije 2003), Bojan Požar (Slovenske novice), Suzana Ulčnik (Beti Metlika), Hermina Kovačič (revija Ona) in Aleš Gobec (BuyITC).

### Sponzorji in sodelavci
V treh izhodih so tekmovalke predstavile oblačila (s'Oliver, Moda Bravo Nova Gorica, Vodeb Ljubljana), kopalke (Beti Metlika), perilo (Lisca), obutev (Peko, Kopitarna Sevnica, Lopatec) in nakit (Zlatarna Celje). Uporabljeni so bili izdelki za nego nohtov znamke Jessica.
Stilistka je bila Barbara Juvan, frizerji so bili iz mariborskega salona Stanka, vizažisti pa iz mariborskega salona Beauty Center. Plesne točke je koreografiral Miha Lampič, ostalo pa Marjan Podlesnik. Fotograf je bil Vili Klemenčič.

### Kritika prireditve
Izbor je bil predolg, dolgočasen, prepoln oglasov in zbujal je občutek, da je bil posnet že prej. Voditelja sta bila zgolj kulisi in očiten POP TV-ja izhod v sili potem, ko je bil Jurij Zrnec predrag, Brane Kastelic pa je vodenje zavrnil.

## Miss Sveta 2004
Svetovni izbor je bil 4. decembra v letovišču Sanya na Kitajskem.
Živa Vadnov je poleg vseh sponzorskih daril dobila kovčke Samsonite (Merit International), oblačila Draž, bluze in spalna oblačila znamke Lisca, pletenine Rašica, komplet Usnja Export z Vrhnike in očala Optike Krstič. Njena turistična agencija je bila Airpass iz Ljubljane.
Na natečaju revije Ona so bile izbrane obleke Irene Štangelj Pavlakovič, Jane Pirečnik Knapič in Vesne Hudoklin.